# River Mint
Der River Mint ist ein Fluss in Cumbria, England.
Der River Mint entsteht aus dem Zusammenfluss von Kidshowe Beck, Wolfhowe Gill und Ashstead Beck. Er fließt erst in südöstlicher Richtung und beschreibt dann einen Bogen in südwestlicher Richtung, um am nördlichen Rand von Kendal in den River Kent zu münden.